# Касељијано-Базељијано (Горица)
Касељијано-Базељијано је насеље у Италији у округу Горица, региону Фурланија-Јулијска крајина.
Према процени из 2011. у насељу је живело 345 становника. Насеље се налази на надморској висини од 11 м.